# Chimay
Chimay város Belgium Hainaut tartományában, Vallónia régióban található. 2008. január 1-jén a városnak 9944 lakosa volt, a város közigazgatási területe 197,10 km², a népsűrűség 50 fő/km².
A város a Thuin közigazgatási körzetben található és összesen 14 kisebb önkormányzat összevonásával hozták létre 1977. január 1-jén. A város területén található a Abbaye Notre-Dame de Scourmont trappista apátság, ahol a híres Chimay sört főzik.

## A név eredete

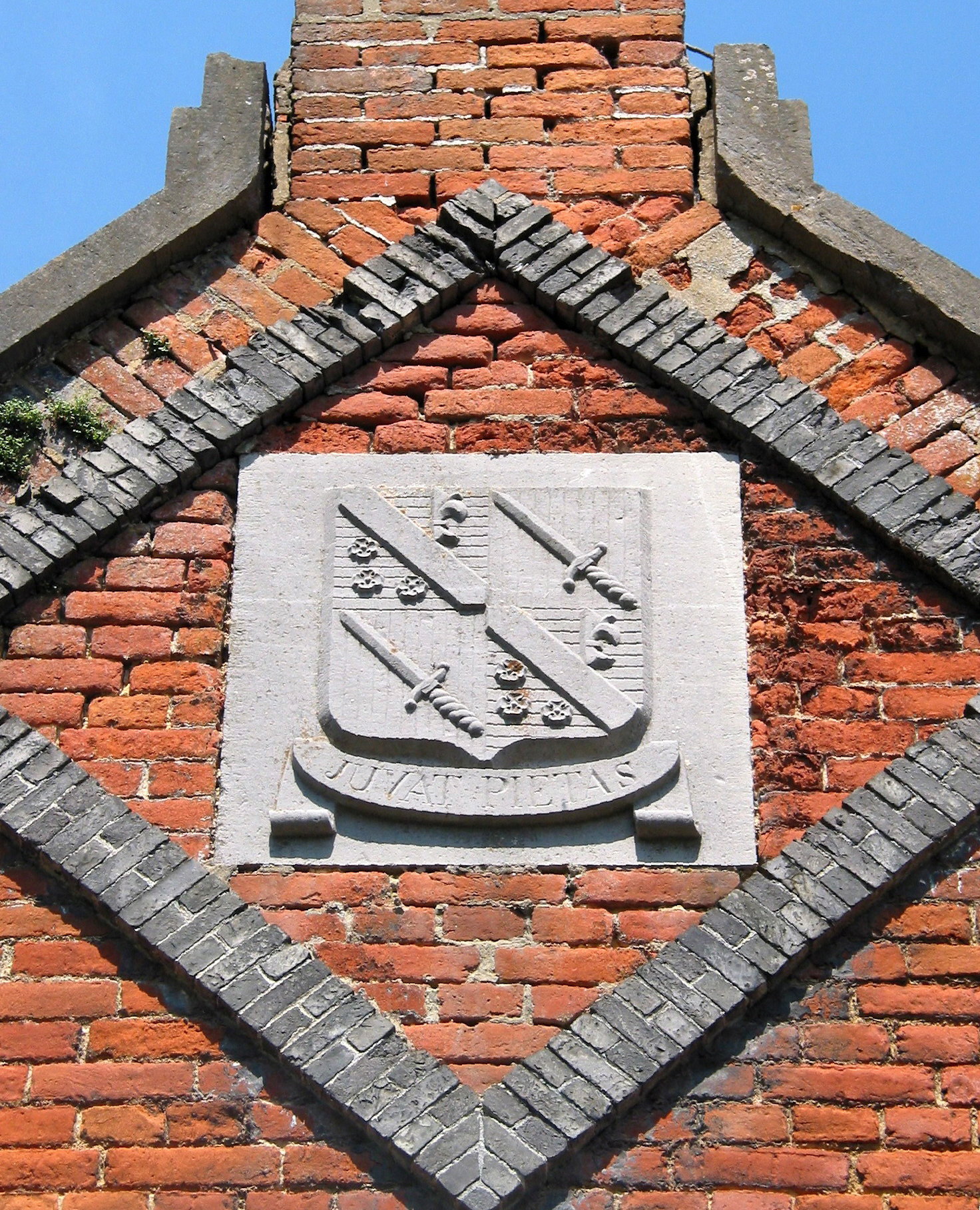
A helyi Caraman Chimay nemesi család címere az egyik ház oromzatán

A város nevének első változata 1050-ből (Cimai), illetve 1070-ből (Cimaco) maradt fenn. A vallon helységnevek eredetével foglalkozó kutatók szerint a Cimaco jelentése “valakinek a tulajdona, míg más feltételezések szerint a Cimus vagy Cimos egy gall népcsoport neve lehetett.
Megint más feltételezések szerint a Chimay név a kelta nyelvből származik és a coimos  jelentése “vidám, kedélyes”.

## Földrajz, domborzat

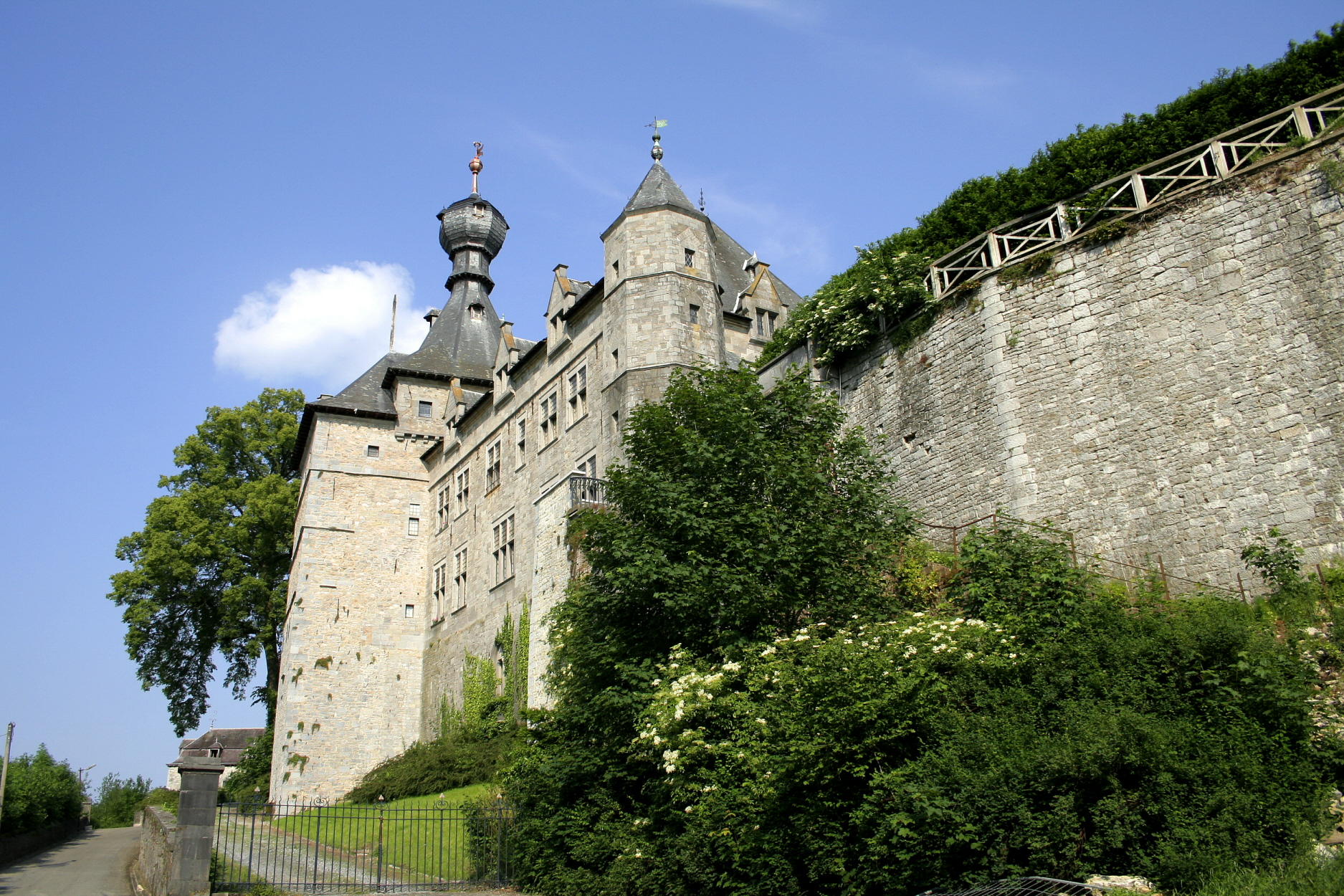
A Chimay kastély

A város Belgium egyik legszebb részén, a Calestienne nevű régióban található, amelyet a mészköves altalaj, számos barlang és igen dús növényzet jellemez. A kora középkorban már nagyjából megtisztították a környéket az erdőktől és mezőgazdasági művelés folyt itt – lényegében Chimay városát is egy ilyen tisztáson alapították.
A várostól délre kevésbé értékes területek találhatók, amelyeket legeltetésre és kevésbé igényes gabonafajták (mint pl. rozs) termesztésére használtak.

## Közigazgatás

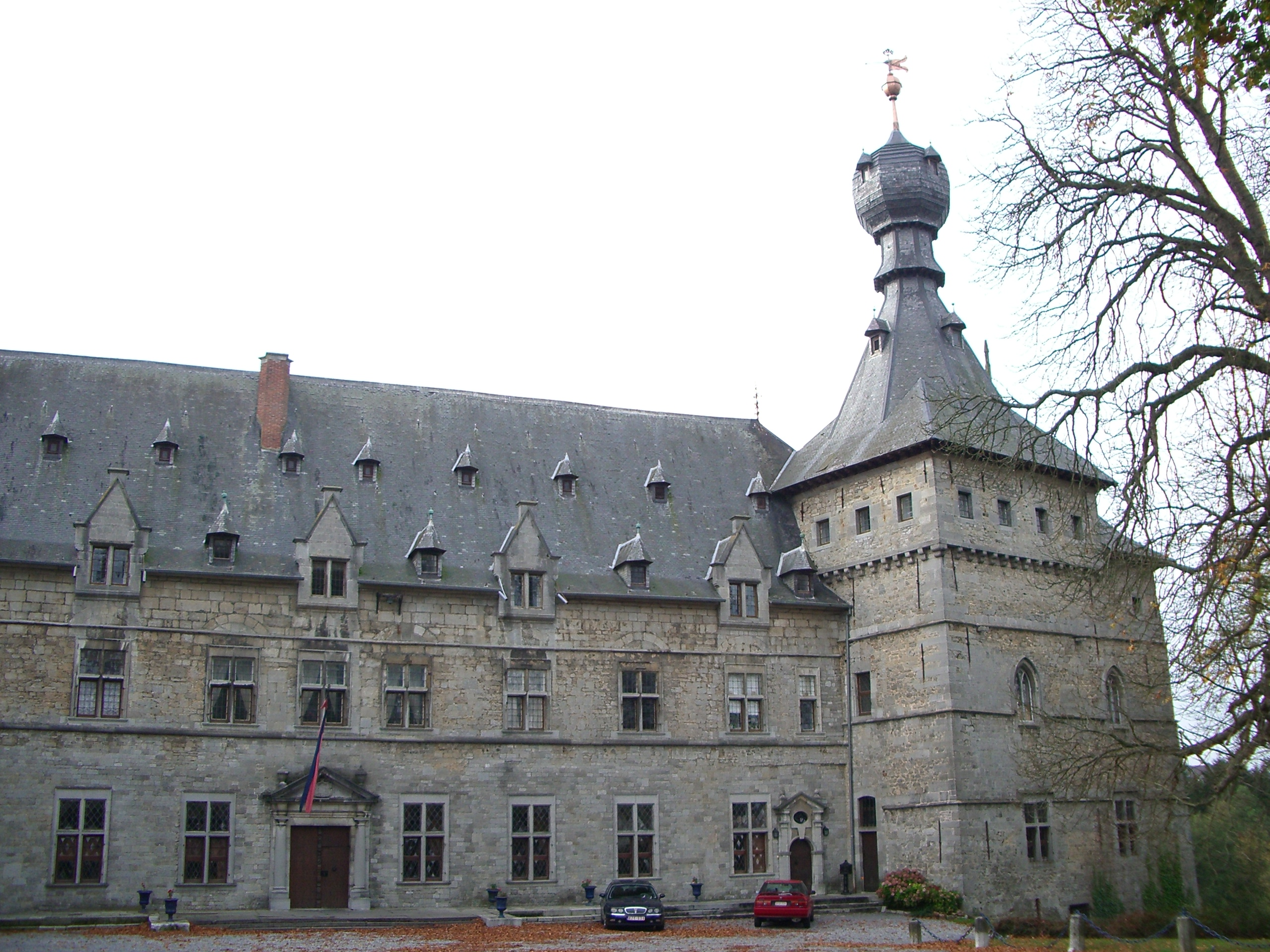
A “Château de Chimay” kastély épülete

A következő települések tartoznak közigazgatásilag Chimay városhoz (zárójelben a vallon megnevezés:
- Baileux (Balieu)
- Bailièvre (Bailleve)
- Bourlers (Bourlé)
- Chimay (Chimai)
- Forges (Foidjes)
- L'Escaillère (L'Ecayire)
- Lompret (Lompré)
- Rièzes (Rieze)
- Robechies (Robchiye)
- Salles (Sale)
- Saint-Remy (Sint-Rmey)
- Vaulx (Vå)
- Villers-la-Tour (Vilé-al-Tour)
- Virelles (Virele)

## Érdekességek, látnivalók
- ”Le château des Princes de Chimay”, azaz Chimay hercegeinek kastélya. A hercegi család egyik tagja, Emilia de Riquet et de Caraman-Chimay volt Széchényi Dénes felesége, míg az egyik Chimay hercegné (szül. Claire Ward) a Magyar cigányprímás, Rigó Jancsi felesége volt.
- Szent Péter és Pál templom
- Virelles-tó, amely számos ritka madárfajnak ad otthon.

### Chimay sör
A város legnagyobb nevezetessége a Abbaye Notre-Dame de Scourmont trappista apátság, ahol a híres Chimay sört főzik, illetve a szerzetesek sajtkészítéssel is foglalkoznak. A háromféle Chimay sör (rouge, bleue és blanche) jellegzetes trappista sör, felső erjesztésű ale típusú sörök.

## Híres helyiek
- Daniel Van Buyten (1978–), belga labdarúgó
- Émile Coulonvaux, vallon nacionalista politikus
- François Duval (1980–), autóversenyző
- Arthur Masson, író

## Testvérvárosok
- - Ramsgate, Nagy-Britannia
- - Conflans-Sainte-Honorine, Franciaország

## Külső hivatkozások
- A régió honlapja
- A város hivatalos weboldala
- Vallon városok és közösségek szövetségének honlapja
- A sörfőzde hivatalos weboldala
- A „Château du Prince et de la Princesse de Chimay” kastély honlapja
- Collège Saint-Joseph de Chimay
- Athénée Royal de Chimay
- Chimay régi térképe